# Rembrandt (film 1940)
Rembrandt è un film del 1940 diretto da Gerard Rutten e basato sulla vita del pittore olandese Rembrandt Harmenszoon Van Rijn.